# Volume corpuscular médio
O volume corpuscular médio (VCM) ou volume globular médio (VGM) num hemograma é a média dos volumes das hemácias.

## Utilização
A interpretação dos valores do VCM leva ao diagnóstico do tipo de anemia, classificando-as em:
- Anemia microcitica - VCM menor que 80 fl
- Anemia Normocítica - VCM entre 80 e 100 fl
- Anemia Macrocítica - VCM maior que 100 fl

## Cálculo do VCM
VCM = (Hematócrito/Nº de hemácias) x 10   35,00/4,43x10

## Valores de Referência
São considerados normais valores entre: 80 a 100 fl (fentolitros)